# أسباب الثورة الفرنسية
أسباب الثورة الفرنسية هي الأسباب التي أدّت إلى قيام الثورة الفرنسية، والتي يعتبرها المؤرخون على نطاق واسع واحدة من أهم الأحداث في تاريخ البشرية. وإن كانت بعد الثورة الإنجليزية
التي أسقطت جدار ديكتاتورية الحكم المطلق في أوروبا، وهي فترة من الاضطرابات الاجتماعية والسياسية في فرنسا استمرت من 1789 حتى 1799، انتهت تلك الاضطرابات جزئياً خلال التوسع اللاحق للإمبراطورية الفرنسية في مرحلة نابوليون بونابرت الذي صدر الاضطرابات والضغوط الداخلية الناتجة عن أزمة اجتماعية سياسية إنسانية من سيطرة الأوليغارشية الأرستقراطية الفرنسية على فرنسا وثرواتها بتحويل بوصلتها إلى الخارج، من خلال الحملة الفرنسية على مصر إثر التفوق الذي شهدته فرنسا علميا وتقنيا انتهت تلك الاضطرابات باحتلال الجزائر سنة 1830م.
أسقطت الثورة الفرنسية نظام الحكم الديكتاتوري وأسست الجمهورية وشهدت فترات عنيفة من الاضطراب السياسي، الثورة التي استوحت أفكارا ليبرالية وراديكالية، تحت شعار حرية، مساواة، إخاء، غيرت بشكل عميق مسار التاريخ الحديث وألهمت البلدان الأوربية بما يصطلح عليه ب«الربيع الأوروبي (ثورات 1848)». حيث أن الثورة بحد ذاتها شكلت حدثا مهما في تاريخ أوروبا، وتركت نتائج مستمرة وواسعة النطاق على المدى القريب والمتوسط والبعيد من حيث المفاهيم والتغيير وتنظيم العلاقات والتأثير في الدول والشعوب والحضارة الإنسانية، وفي أوروبا كانت التأثيرات زمكانية مباشرة ومستمرة إلى القرن التالي للثورة الفرنسية.
وقد تعددت التفسيرات والتحاليل والنظريات بين الليبيرالية والاشتراكية وغيرها من المدارس الفكرية للعصر الحديث، إلا أن الجميع يتفقون أو يُجمعون أن اللاعبين الرئيسيين كانوا بين نظام حكم المطلق والأرستقراطية وطبقة رجال الدين (الإكليروس) من جهة ومن جهة أخرى تأثير البورجوازية الفرنسية وكفاح الطبقة العاملة/الفلاحين.

## الأوضاع العامة قبل الثورة الفرنسية

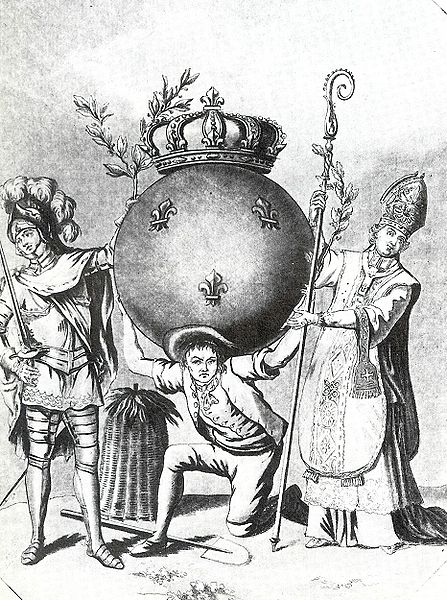
صورة فنية تعبيرية عن الظروف العامة قبل الثورة الفرنسية، تتحدث عن الطبقات الثلاث في المجتمع الفرنسي، المتكونة من رجال الدين (الإكليروس) والنبلاء (الأرستقراطيين) وعامة الشعب.

كان المجتمع الفرنسي يعرف سيطرة ثلاثة طبقات رئيسية، تسيطر على الحكم وتستحوذ على حصة الأسد من العائدات الاقتصادية للبلاد، وهما الملك وحاشيته، وطبقة الأرستقراطيين، وطبقة رجال الدين. وكان هذا المجتمع مرتبا على شكل هرم طبقي، على رأسه الملك وحاشية الملك ثم طبقة الأرستقرطيين الذين يسمون أنفسهم بالنبلاء، ثم رجال الدين الذين اصطلح عليهم بالإكليروس، وهؤلاء الثلاثة كانوا يستقيذون ويسيطورون على الأوضاع العامة للبلاد ومداخلها. أما في الواجهة الأخرى فتأتي بعدهم الطبقة الثالثة التي تتكون من الطبقة البورجوازية التي صعد نجمها منذ الاكتشافات الجغرافية، حيث تعود أصولهم الأولى إلى مغامرين وبحارة يقومون بتجارة أعالي البحار، وقد أكسبتهم استثماراتهم مداخيل هامة وجعلت منهم طبقة جديدة في المجتمعات الأوربية، بعد صعود نجمهم اهتموا بالثقافة والعلوم، وصارت طبقتهم من المثقفين والأدباء ومهتمين بشتى مجالات العلوم، ولكنها كانت محرومة من المشاركة والفعل السياسي والدفاع عن مصالحها في نظام تقليدي، أمام الأرستقراطيين والإكليروس.
وفي قاعدة الهرم الاجتماعي نجد الفلاحين والعمال والحرفيين وغيرهم، ضمن طبقة لم تكن تتوفر على أي حقوق اقتصادية أو سياسية أو اجتماعية.
فقد كان لطبقة الأريستقراطيين ورجال الدين ميزات عن بقيه عامة الشعب، من بينها أنهم لا يدفعون الضرائب، كما كان لديهم نفوذا قويا فوق سلطة القانون حيث لا تطبق عليهم قوانين العقوبات ويستطعون هضمها والإفلات منها.
وهذه الطبقات هي كالتالي حسب البناء الهرمي للمتجمع الفرنسي قبل الثورة الفرنسية:

### طبقة أرستقراطية
يشتق مصطلح أرستقراطية (aristocracy) من الكلمة اليونانية ἀριστοκρατία (aristokratia، ἄριστος (aristos وتعني «ممتازة»، ثم الشق الثاني من كلمة "κράτος" باليونانية: "kratos" وتعني «سلطة». وهي تتكون عمومًا من أشخاص يعتبرهم نظام اجتماعي معين في منظومة رجعية قروسطية في قمة الطبقة الاجتماعية لذلك المجتمع ويحتكرون لأنفسهم امتيازات فوقية إما سياسية أو اقتصادية أو ضريبية عن باقي فئات المجتمع والشعب، مما يجعلهم في مكانة ارستقراطية تتضمن امتيازات إقطاعية وقانونية متناقضة مع قيم الإنسانية وقيم الدولة الحديثة والمجتمع الحديث، المبنية على قيم المساواة التّأمة أمام القانون كعنصر أساسي والتمتع بنفس الفرص المتاحة أمام الوابات والحقوق لجميع المواطنين، واستحكام عنصر الشفافية بمنطق التقييم والمراقبة والمحاسبة البلمانية والمجتمع المدني والصحافة الحرة.
ويعتبر جزء كبير من هذه الطبقة كوريثة لطبقة أمراء وفرسان العصور الوسطي، التي كانت قديما تستمد حقها في الحكم من كونها الطبقة المحاربة والحامية في مقابل هذا تتمتع بسلطة حكم مطلقة على أراضي المملكة وإقطاعياتها.
إلا أن هذه الطبقة بعد نهاية العصور الوسطى لم تعد تؤدي بعد ذلك أي دور نافع للدولة، ولا تساهم بأي إنتاج اقتصادي أو علمي كما هو الشأن للبورجوازية الأوربية، إلا أنها كانت تمثل سطوة الطبقة الحاكمة وسلطة نظام الحكم المطلق عن الآباء والأجداد.
ولهذا احتفظت بعدد كبير من الامتيازات الإقطاعية دون رقيب وبالقفز عن قانونية الدولة، وحافظت علي نمط من حياة البذخ الشديد. وقد راكمت هذه الطبقة ثروات طائلة من خلال الاقتصاد الريعي الهدام للمجتمع وللدولة، من الخلال التحكم في مناطق كانت بالكامل تحت تصرفها والضرائب والحقوق الإقطاعية وشبه الإقطاعية المباشرة وغير المباشرة التي تجبيها بقوة القانون والقمع من كدح جموع الفلاحين المعدمين. بينما هي في نفس الوقت معفاة من أي ضرائب أو التزامات أمام الدولة، هذه الأمور كانت تمس بالأساس شرعية النظام القائم وصلاحيته التي لم تعد تتوافق ومعطيات العصر الجديد في المجتمع الفرنسي بعد نهاية العصور الوسطى.

### طبقة رجال الدين أوالإكليروس
كانوا يمثلون حوالي 15% من المجتمع الفرنسى، كان مركزهم عاليا جداً في بنية المجتمع الفرنسي، اتخذوا القصور وادّخروا التبرعات وعشور وإيجار أراضي الفلاحين بأسعار كبيرة، وصنعوا صكوك الغفران لزيادة مداخلهم، فتركوا الجانب الرّوحي والتطوعي والتضحية التي كانت جوهر تعاليم المسيحية، وتفرغوا لاكتناز الأموال والتدخل في الشأن السياسي بالتحالف مع ديكتاتورية الملك والأرستقراطية، وبالتالي كانوا يشكلون جزءا أساسيا من نظام فرنسا قبل الثورة الفرنسية.
جيث تمتع أصحاب الدرجات الكبيرة منهم بثراء فاحش غير عادل المصادر والإنتاجية، يتلقون إضافة إلى عشور وإيجاو أراضي شاسعة العطايا والمناصب من القصر والحاشية، ويعيشون حياة بذخ لا تختلف عن حياة الأرستقراطية.

### الفئة الثالثة
طبقة عامة الشعب، وهي الفئة العريضة والوحيدة التي كانت تفرض عليها الضرائب، وتتكون من:

#### طبقة الفلاحين والعمال

##### الفلاحون
كانت تمثل الغالبية الساحقة من الأمة الفرنسية، ولم يكونوا طبقة واحدة متجانسة المصالح، فمنهم أصحاب الملكيات الزراعية، إلا أن كواهلهم مثقلة بالضرائب والحقوق الإقطاعية التي تجعلهم بدرجة كبيرة تحت رحمة تقلبات السوق وسوء المحاصيل.
أما الشريحة الأكبر من الفلاحين، فكانت من المزارعين المستأجرين الملزمين بدفع ايجارات والتزامات مالية أو حصص مباشرة في شكل نسب ثابتة من المحصول لكبار الملاك. وهذا يعني أن الأرض لم تكن ملكا لمن يفلحونها، فالديون وخطر الإفلاس أشباح تظل تطارد الفلاح طوال حياته ويورثها لنسله من بعده، في دائرة طبقية رهيبة بدون أفاق، وكان الفلاحون يعملون في أراضيهم مباشرة وقد يستعينون بعدد من العمال الزراعيين الأبأس حالا، الذين كان ينضم إلى صفوفهم باستمرار مزيد من الفلاحين المفلسين، الذين نزعت منهم أراضيهم وأصبح عليهم العمل كأجراء في أراضي الغير.
وهذا يعني أن أوضاع الفلاح في فرنسا ظلت في نطاق حياة فلاحي العصور الوسطي، وكان التخلف والجهل والفقر والمرض والمجاعة هي الصورة السائدة لدى حياة القرية الفرنسية.
أما الميزة الوحيدة التي تمتع بها الفلاحون وهي حق استخدام الأراضي المشاع، فقد كانت عرضة للاعتداء المستمر من طرف الملاك الكبار ومن ورائهم النبلاء، الذين عملوا علي تجزئتها وتحويلها الي ملكية خاصة علي غرار ما حدث في إنجلترا، مما أدى إلى تجزئة كبيرة للملكيات الزراعية الصغيرة وإلى تركيز كبير للأراضي الصالحة للزراعة بين يدي طبقة النبلاء.

##### العمال
كانت حقوق العمال مهضومة، وظروف عملهم صعبة جدا، بدون أي ضمانات قانونية أو صحية، فقد كان يوم العمل في الورش والمصانع يمتد أحيانا من الفجر حتى الليل، علاوة على ضعف القدرة الشرائية، وهو ما يؤثر بدوره على الاقتصاد الفرنسي، تسعى من خلاله الدولة الفرنسية إلى فرض مزيد من الضرائب الباهظة على البورجوازية الصناعية والبورجوازية التجارية، لصالح الطبقات الريعية الحاكمة من الأرستقراطيين، وهو ما كان يدفع ثمنه بشكل غير مباشر هؤلاء العمال والأجراء، وقد انعكس تحميل هؤلاء الأجراء ثمن أزمة النظام الإقطاعي، على مستوى معيشتهم، الذي ازداد بؤسًا بشكل غير مسبوق عشية الثورة.

#### الطبقةالبورجوازية
قسمهم لينين إلى ثلاثة فئات، من البورجوازية العليا إلى المتوسطة انتهاءا بالبرجوازية الصغيرة، وهي أقرب إلى الطبقة المتوسطة العليا، وهم كانوا يتكونون من المقاولين وأصحاب الورش الصناعية الصغرى. وقد كان لها الدور الكبير في دعم الثورة الفرنسية، فكريا وسياسيا وماديا، ساعدت على تمويل الثورة الفرنسية. وذلك بسبب تعارض مصالحها الاقتصادية والسياسية مع طبقات النظام القديم وعرقلة المبادرة الحرة.
وهي طبقة جديدة نشأت أساسا من مجموعة من المغامرين والتجار الصاعدين، خصوصا بعد مرحلة الاكتشافات الجغرافيا الكبرى.

#### طبقة الحرفيين والفنيين
وهي طبقة أقل تواجدا بين طبقات عامة الشعب، وكانوا يعملون في الحرف البسيطة والفنون والنجارة.

## العوامل السياسية
الاستبداد المطلق، الظلم وغياب عدالة اجتماعية وعدم تكافؤ الفرص المبني على الأهلية، زيادة على فساد نظام الدولة والإدارة، مما شكل ضغطا على الطبقة الأدنى والأعرض في الدولة الفرنسية. فساد نظام الضرائب، الذي تميز باللامساواة في فرض الضرائب، وجعلها على أساس الأشخاص، وليس حسب المداخيل والأملاك، إضافة إلى عدم توحيدها في كل ربوع فرنسا.

## العوامل الاقتصادية
عرفت فرنسا أيام لويس 16 أزمة اقتصادية كبيرة في مختلف القطاعات، تضرر منها في الدرجة الأولى الفلاحون والعمال، ومعلوم في ظروف يغلب عليها اقتصاد غير عادل، فإن الأزمة المالية تصبح أزمة سياسية أيضا:
- الميدان الفلاحي: انخفاض أثمان القمح والخمور وانعكاس ذلك على زيادة الضغط على الفلاحين وأوضاعهم الاقتصادية.
- الميدان الصناعي: انعكست الأزمة الفلاحية على الصناعة، فقل الاستهلاك وتضررت البورجوازية وتراجع سوق الشغل وظروفه بشكل كبير، مما انعكس على الطبقة العاملة.
- الميدان التجاري: فرض رسوم جمركية جديدة زادت في الطين بلة، حيث انعكست على الأسعار وأثرت في القدرة الشرائية للمستهليكين.
- الميدان المالي: ميزانية الدولة كانت عشوائية وغير مستقرة، تحدد حسب النفقات، وهي غير آمنة بسبب نفقات الحرب والتبدير والاختلاسات فيتم اللجوء إلى الاقتراض. ازدياد التضخم المالي وارتفاع اسعار المواد الأساسية مثل الخبز والحليب فاقم من أوضاع العمال والفلاحين المتضررين أصلا. وقد جاءت مبادرة كحل مقترح من وزيري المالية نيكر وكالون للخروج من الازمة، بفرض ضرائب بشكل نسبي على جميع طبقات المجتمع، بما فيهم طبقة الإكليروس والأرستقراطية، وافق الملك على الاقتراح بينما احتج الإكليروس والأرستقراطية.

## العوامل الاجتماعية
تجلت في التفاوت الطبقي الصارخ بين فئات المجتمع، التهميش وضغوط اقتصادية خانقة على الفئة العريضة من الشعب الفرنسي. حيث كان الجوع هاجسا يوميا في أوضاع حرجة في سنوات الحصاد الفقيرة، حيث كانت أوضاع السواد الأعطم من الفلاحين الفرنسيين فقراء. بينما كانت البورجوازية المنتجة فكريا واقتصاديا مثقلة بالضرائب، بينما كانت الأرستقراطية وثرائها الفاحش من إنتاج الآخرين. ذات نمط حياة باذخ وشره في معظمه.
تضارب المصالح بين البورجوازية الطموحة والأرستقراطية من جهة، والأرستقراطية والطبقة العاملة الكادحة من جهة أخرى، والفلاحين والإكليروس من جهة أخرى.
قبل أن ينتقل الصراع برمته إلى صراع ثنائي، بعد الثورة الفرنسية وإسقاط نظام لويس 16 عشر ومعه الطبقات التقليدية من الأرستقراطية وطبقة رجال الدين (الإكليروس)، ليظهر هذا الصراع على شكل الاشتراكية والشيوعية التي تمثل طبقتي العمال والفلاحين، والرأسمالية التي تمثل البورجوازية في عالم اليوم. هذه البورجوازية لعبت دورا كبيرا في عصر الأنوار والثورة استعانت بالجيش للسيطرة على الأوضاع، من خلال جنرال ذو أصول إيطالية يدعى نابوليون بونابارت. وسيتخذ هذ الصراع بعدا أوربيا وعالميا بعد دخول الثورة الروسية على الخط، من خلال سيطرة الطبقة العاملة. وستظهر نتائج هذا الصراع الذي سيستقر رأسماليا واشتراكيا بين المعسكرين الشرقي والغربي، ويمتد إلى تاريخ ما يصطلح عليه بالحرب الباردة.

## انتشار الوعي

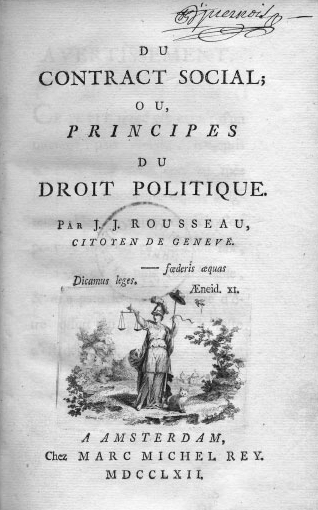
مؤلف جان جاك روسو تحت عنوان العقد الاجتماعي أو مبادئ الحق السياسي الذي وضع فيه مبادئ الحقوق السياسية لصالح الديمقراطية المباشرة، حيث طرح فكرة العقد الاجتماعي إلى جانب مجموعة أخرى من المفكرين التنويريين أمثال توماس هوبز وجون لوك

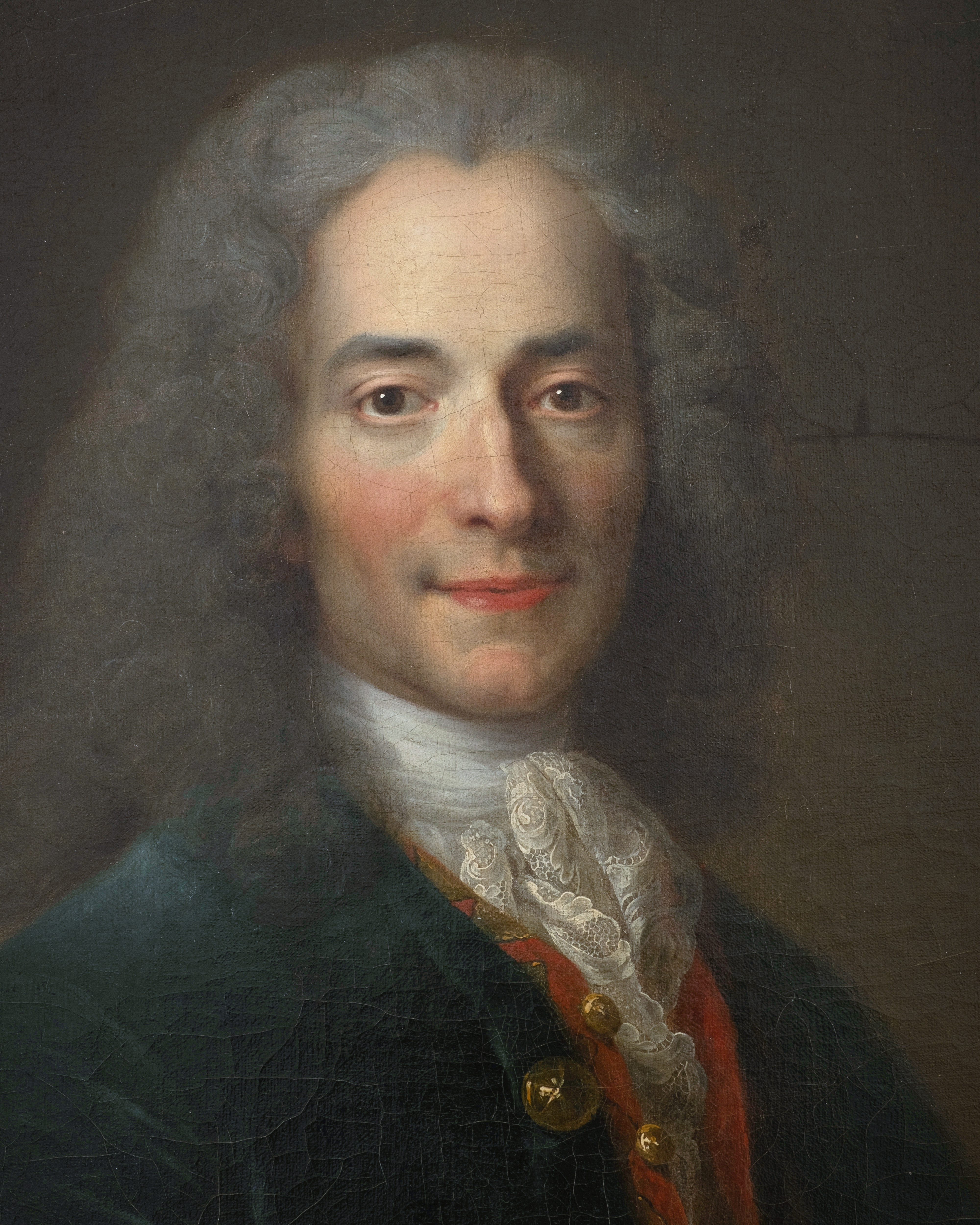
فولتير أحد رموز عصر الأنوار.

حققت فرنسا قفزة نوعية في أواخر القرن الثامن عشر، من حيث مستوى الوعي السياسي، كما تراجعت نسبة الأمية إلى حوالي 50%، ويرى هوبزباوم بأن الثورة الصناعية مدينة للمجهودات البسيطة للحرفيين والمصانع الصغيرة، ودَور العلم ومحاربة الأمية في تحقيق التقدّم.
وإن كان المؤرخ إريك هوبسباوم (Eric hobsbawm) يرى أن أرقام الأمية في الدول الغربية كانت مهولة، إلا أن فرنسا في حقيقة الأمر كانت نسبة التعليم فيها هي الأكبر من بين الدول الأوربية، ما بين 40 إلى 50 في المئة. غير أن هوبزباوم لا ينفي أن الثورات قد نتجت عن وعيٍ سياسيٍ، وإنه غير مرتبط بنسبة التعليم، ويعطي بذلك مثالاً على الفكرة القومية التي كانت شديدة الارتباط بالطبقات الوسطى المتعلِّمة.

### قيام حركة فكرية تنويرية تحت مبادئ الحرية والمساواة
عرف القرن 18م بفرنسا قيام حركة فكرية تنبذ اللامساواة، ونشر أفكار جديدة تنتقد تكتل الحكم والأرستقراطية ورجال الدين، المستفيدين من امتيازات خاصة عن باقي فئات الشعب، حيث تميز نظام الحكم في فرنسا قبل الثورة باستحواذ الملك والأرستقراطيين وطبقة رجال الدين التي يصطلح عليها بالإكليروس على الحكم، في إطار حكم مطلق يستند إلى التفويض الإلهي، مع عدم وجود دستور يحدد اختصاصات السلط. ولذا سميت هذه الفترة بعصر الأنوار التي عرفت ظهور أفكار معارضة تحريرية وتنويرية التي كان من أهم رموزها، مونتسكيو الذي طالب بفصل السلطات، وفولتير الذي انتقد التفاوت الطبقي الصارخ، وروسو الذي ركز بشكل كبير على قيم الحرية والمساواة. وأكد إسحاق نيوتن أن باستطاعة الإنسان إذا ما اعتمد على نور العقل، تفسير الظواهر الطبيعية وإدراك دوره في العالم المجهول.
في خطابه الشهير عن أصل الظلم واللامساواة بين البشر فكك روسو كل الأفكار القديمة التي تبرر الامتيازات والتفاوتات الطبقية، وقال بأنه لا أصل لها ولا شرعية على الإطلاق..
وفي تحليله للأوضاع قبيل الثورة الفرنسية يقول روسو أن الناس خلقوا متساوين، ثم انقسموا إلى فئتين متمايزتين: فئة النبلاء والأغنياء المالكين للأرض، وفئة الفلاحين الفقراء، الذين يشتغلون في الأرض عبيدًا دون أن يملكوا شيءًا. وبالتالي فالملكية هي أساس التفاوت بين البشر، وهي التي أدت إلى كل هذا الظلم الذي أصاب الفلاحين والفقراء الذين كانوا يشكلون أغلبية الشعب الفرنسي في أوضاع قبيل الثورة الفرنسية.

### تأثير الثورات التحررية الأوربية

#### الثورات الإنجليزية في القرن السابع عشر، وإقامة نظام ملكي برلماني
كان لهذه الثورة أثر كبير في الحياة في إنجلترا، حيث أنها قضت نظرياً وعملياً على فكرة حقّ الملوك الإلهي، كما أصبح البرلمان هو صاحب الكلمة العليا في شؤون الحكم، كما كان لها أثر كبير خارج إنجلترا، حيث تطلّعت الشعوب في أوروبا إلى تحقيق نظام الحكم البرلماني كما شاهدوه في النموذج الإنجليزي.الثورة الإنجليزية في عام 1688 نتج عنها سيادة البرلمان على التاج وفوق كل شيء حق التطور.
ومن أكثر الشعوب التي تأثرت بالثورة المجيدة بشكل مباشر، هم الفرنسيون نظرا لعامل القرب الجغرافي في إطاره الإقليمي والأوروبي.
وقد كان من أهم أسباب اندلاع الثوة الإنجليزية تقريبا في نفس مسار أسباب اندلاع الثورة الفرنسية، حيث اقتصر الحكم على ملوك أسرة ستيورات خلال القرنين السابع عشر والثامن عشر من جاك الأول إلى جورج الأول[وصلة مكسورة]، وفي في عهد الملك جاك الأول دخلت إنجلترا مرحلة اضطراب عند إعلان جاك لملكيته على إنجلترا وبدأ يطهر الكنيسة من الكاثوليك والبيوريتان[وصلة مكسورة] حيث قام بطرد 300 رجل دين بيوريتانى، وقد ساهم ارتفاع الأسعار في إنجلترا حينها النقطة التي أفاضت الكأس، وساهمت في قيام الثورة، مما أدى إلى فرض الهجرة باتجاه أمريكا الشمالية.
وكان من آثار الثورة المجيدة سواء على المستوى الاقتصادى والاجتماعى أو حتى السياسي على صعيد أوروبا والولايات المتحدة:
1. تطلع الشعوب في أوروبا إلى تحقيق نظام الحكم البرلمانى كما شاهدوه في النموذج الإنجليزي.[21]
2. قضت فعليًا ونظرياً على فكرة حق الملوك الإلهي.
3. أصبح البرلمان هو صاحب الكلمة العُليا في شؤون الحكم.

كما خلفت نتائج على المستوى الاقتصادي والزراعي والتجاري والصناعي:
1. زراعياً: تجفيف المستنقعات وتوسيع الرقعة الزراعية وممارسة زراعات حديثة وتحديث تربية الماشية.
2. تجاريًاً: هيمنة الأسطول البحري على التجارة العالمية مما أدى إلى ظهور بوادر النظام البنكي الحديث.
3. صناعياً: تطوير صناعة استخراج المعادن وصناعة التعدين وصناعة القطن واهتمت بصناعة النسيج.[22]

#### الثورة التحررية الأمريكية عن الإمبراطورية البريطانية
لم يتطرق الكثيرون إلى تأثير الثورة الأمريكية على الثورة الفرنسية. وبدون شك فمفكرو ومنظرو عصر الأنوار هم الآباء الإيديولوجيون للثورين الفرنسية والإنجليزية والأمريكية، لكن الأخيرة أعطت التطبيقي الواقعي على إمكانية أن يعيش الإنسان الحالة المدنية في حالة التعاقد، كما جاء في تنظيرات منظّري عصر الأنوار، من بينها ما جاء في كتاب العقد الاجتماعي التي تكلم عنها جان جاك روسو وركّز عليها ديدرو ومونتسكيو وفولتير.
شعاع الموجة بدأ يظهر على سطح الأحداث، منذ أن بدأت تتقاطر أخبار نجاح ثورة في العالم الجديد، والبعيد ما وراء البحار، والقضاء على نظام الحكم المطلق. تلقى الفرنسيون إشارة قوية وواقعية مفادها أن نظام المطلق ليس قدرا إلهيا وأنه شارف على نهايته. ورغم أن الثورة المجيدة وضعت حدا لهذا النسيج الكاذب وما يسمى القدر الإلاهي لحكم المطلق، إلا أن «العالَم الجديد» علّم العالَم القديم تطبيقيا وواقعيا وتجريبيا تلك المبادئ الموجودة في العقد الاجتماعي عند منظري الثورة، لذلك ليس مصادفة أن تكون الدولة الأقوى في العالم اليوم هي نفسها الدولة التي سجلت أولى الثورات في تاريخ الإنسان الحديث، جيث أن مسار الثورة الأمريكية لم يفضي فقط إلى استقلالها عن الإمبراطورية البريطانية، بل بدأت مسار بناء التحديث السياسي والدستوري سنة 1775 الذي سيكون البدايات الأولى لمفهوم العقد الاجتماعي وتريسخ ميكانيزماته في الهيكل السياسي الداخلي للولايات المتحدة الأمريكية، خصوصا أن هؤلاء المتأثرين بمد الأفكار التحررية لعصر الأنوار وجدوا في الأرض الأمريكية المترامية الأطراف والغنية أرضا خصبة لتطبيق مذاهبهم الفكرية وطموحاتهم السياسية فضلاً على طموحاتهم المادية والاقتصادية، خصوصا أنها تقع بعيدة عن السلطات المركزية التقليدية القوية للأوربا، وبقيت معزولة عن الاضطهاد الديني والسياسي الذي شهدته أوروبا في تلك المراحل من التاريخ.
ومعلوم أن أهم أسباب التذمُّر في المستعمرات الأمريكية، التي نتجت عنها الثورة الأمريكية، كان يرجع إلى السياسة الاقتصادية التي اتبعتها إنجلترا هناك، فقد حتّم قانون الملاحة (التجارة) الذي صدر سنة 1651، نقل كافة الصادرات من المستعمرات إلى إنجلترا على سفن يملكها إنجليز، ويتولى تشغيلها إنجليز. كما حتّمت التشريعات التي تلت ذلك القانون أن يُعاد شحن صادرات المستعمرات إلى القارة الأوربية في الموانئ الإنجليزية. ونظمت استيراد السلع الأوربية إلى المستعمرات بطريقة تعطي أفضلية للمصنوعات الإنجليزية، وفرضت على المستعمرات إمداد البلد الأم بالمواد الخام، وأن لا تنافسها في الصناعة. كما خرجت إنجلترا من حرب السنين السبع مع فرنسا وهي تعاني من أزمة مالية حادة، نتيجة للنفقات الباهظة التي تكبدتها فيها، فلجأت إلى فرض ضرائب جديدة على سكان المستعمرات في العالم الجديد.

## خلاصة
مهما تعددت الأسباب فإنها كانت تصب في اتجاه واحد وهو التغيير إلى الأفضل والتخلص من الأوضاع القديمة. وهناك العديد من العوامل الأخرى، التي يمكن النظر إليها كذلك من الأسباب التي ساهمت في اندلاع الثورة، كالرغبة في القضاء على الحكم المطلق، والاستياء من الامتيازات الممنوحة للإقطاع وطبقة النبلاء، والاستياء من تأثير الكنيسة على السياسة العامة والمؤسسات، والتطلع نحو الحرية والتخلص من الأرستقراطية التقليدية وتحقيق المساواة الاجتماعية والسياسية والاقتصادية سيّما مع تقدم الثورة للمطالبة بنظام جمهوري. أيضًا فإن الملكة ماري أنطوانيت يعتبرها البعض من أسباب الثورة، إذ نظر إليها الفرنسيون واتهموها - خطئا في بعض الأحيان - بأنها جاسوسة النمسا ومبذرة وسبب اغتيال وزير المالية الذي كان محبوبًا من قبل الشعب.

## معرض صور

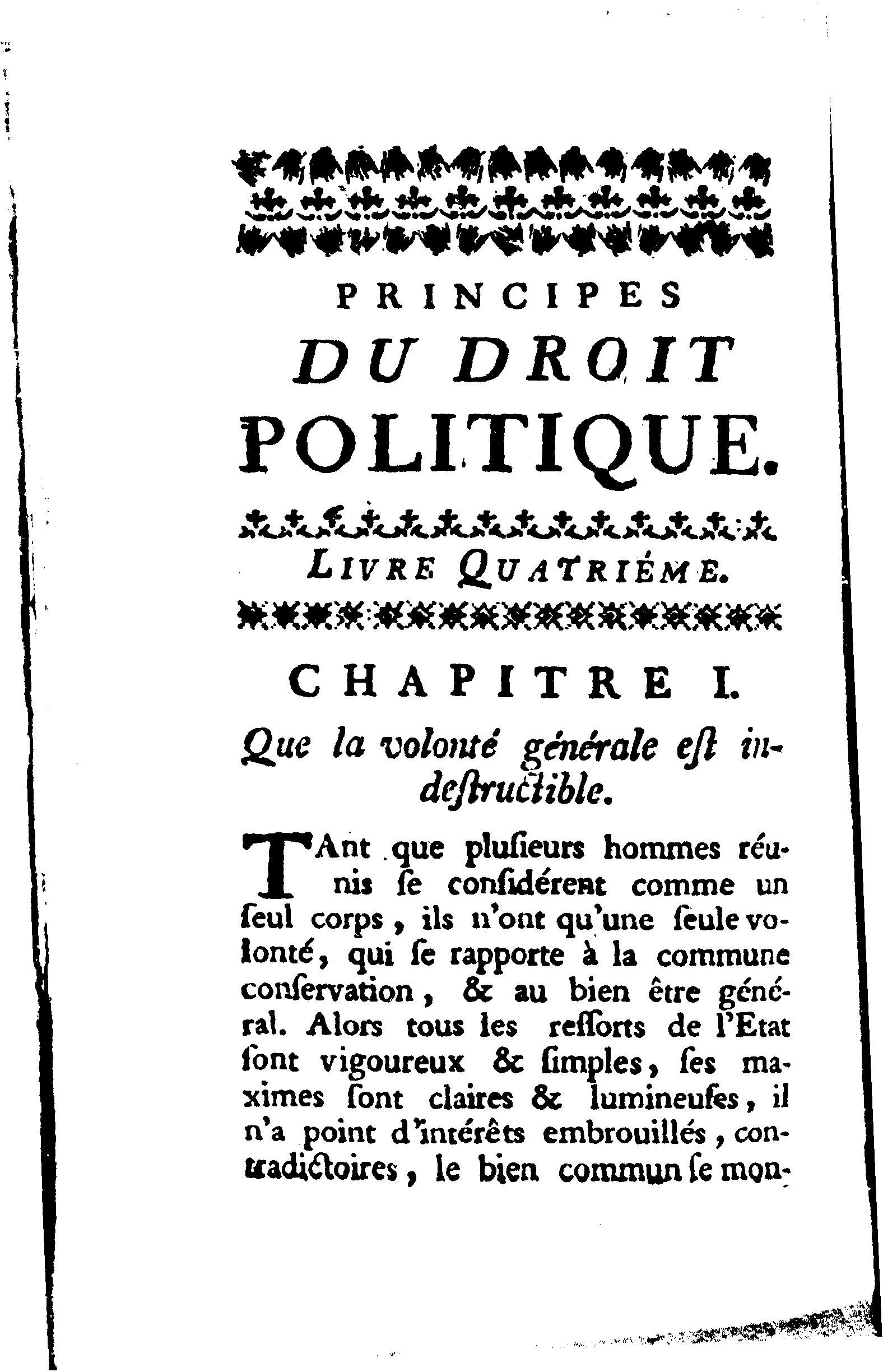
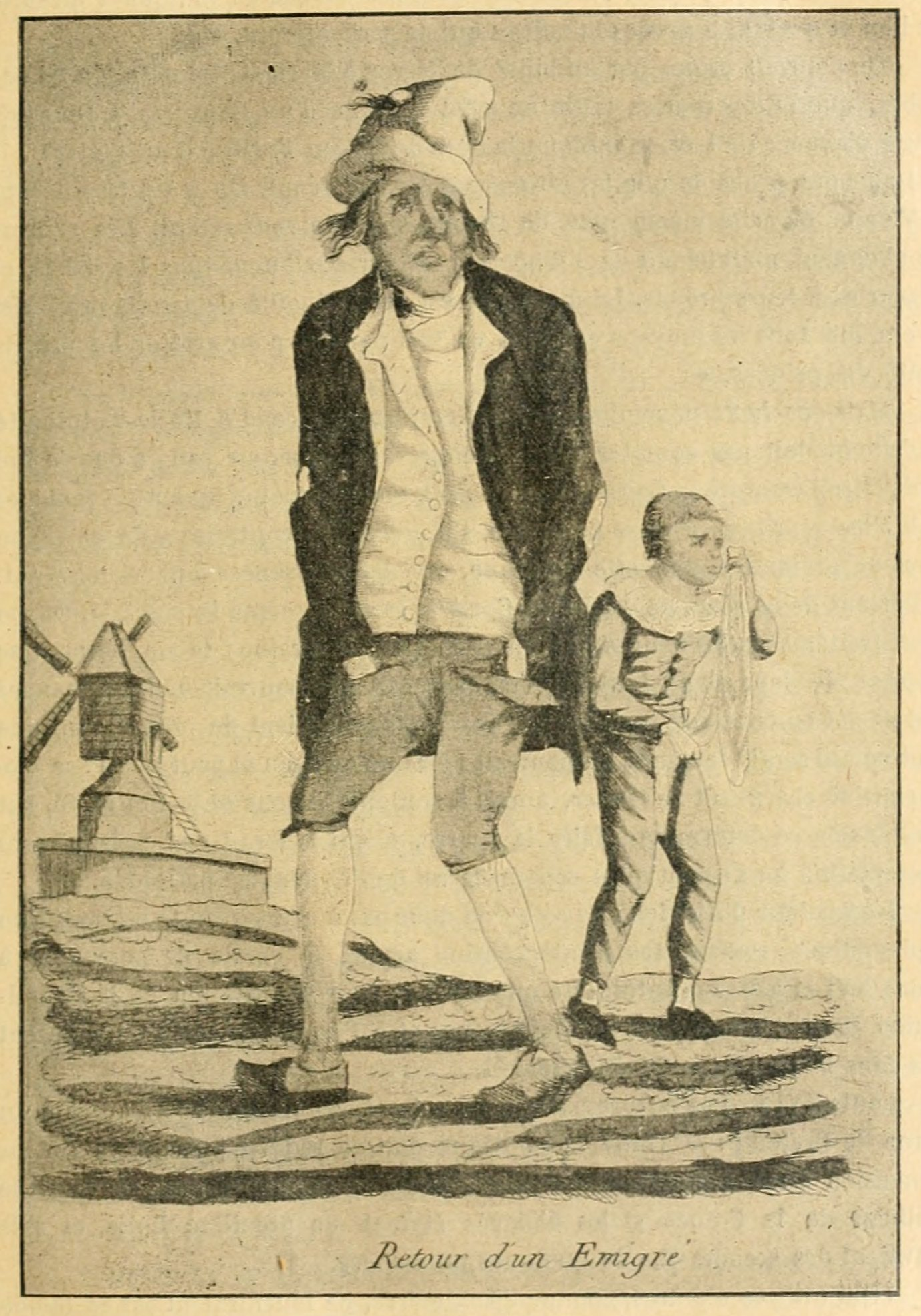
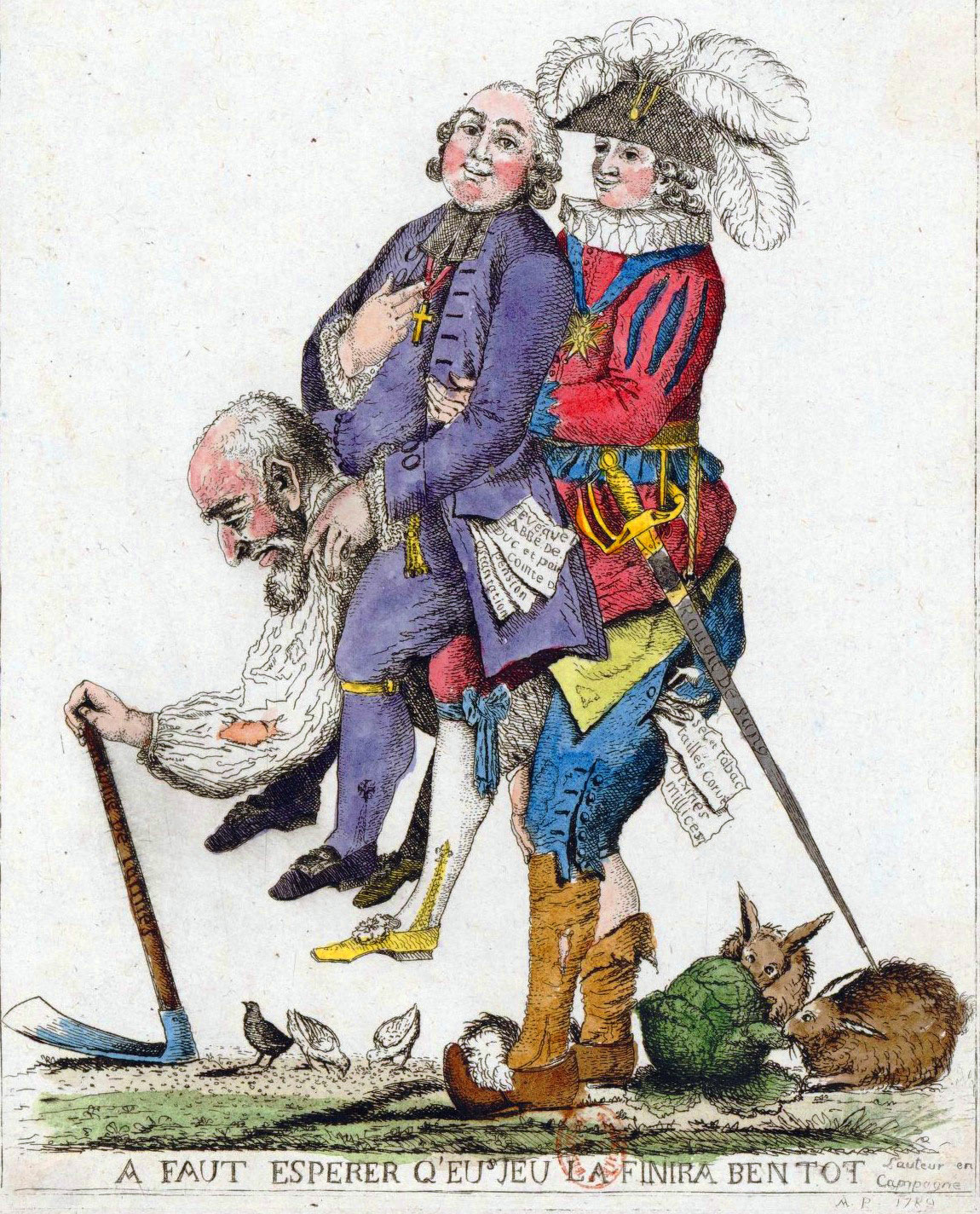
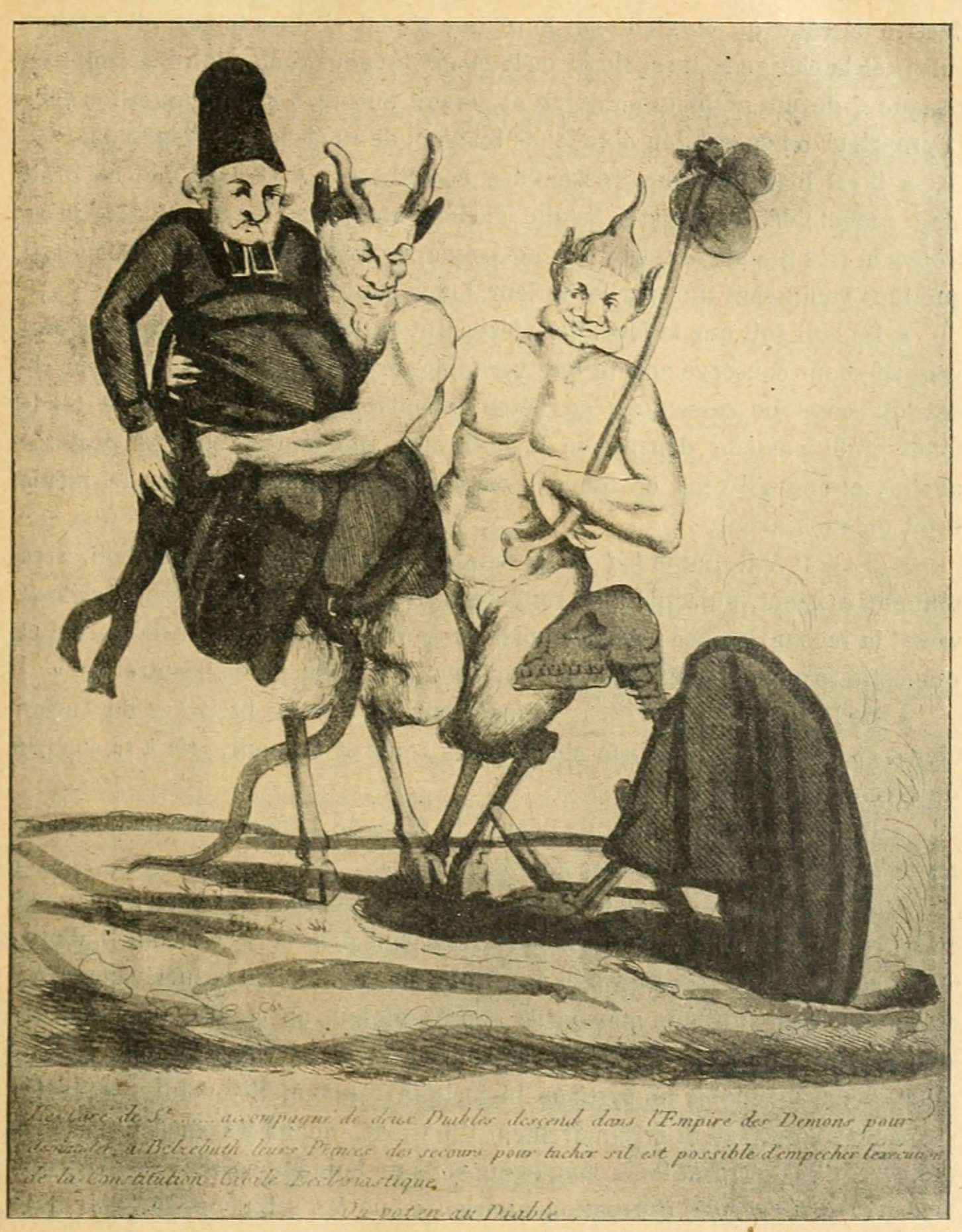
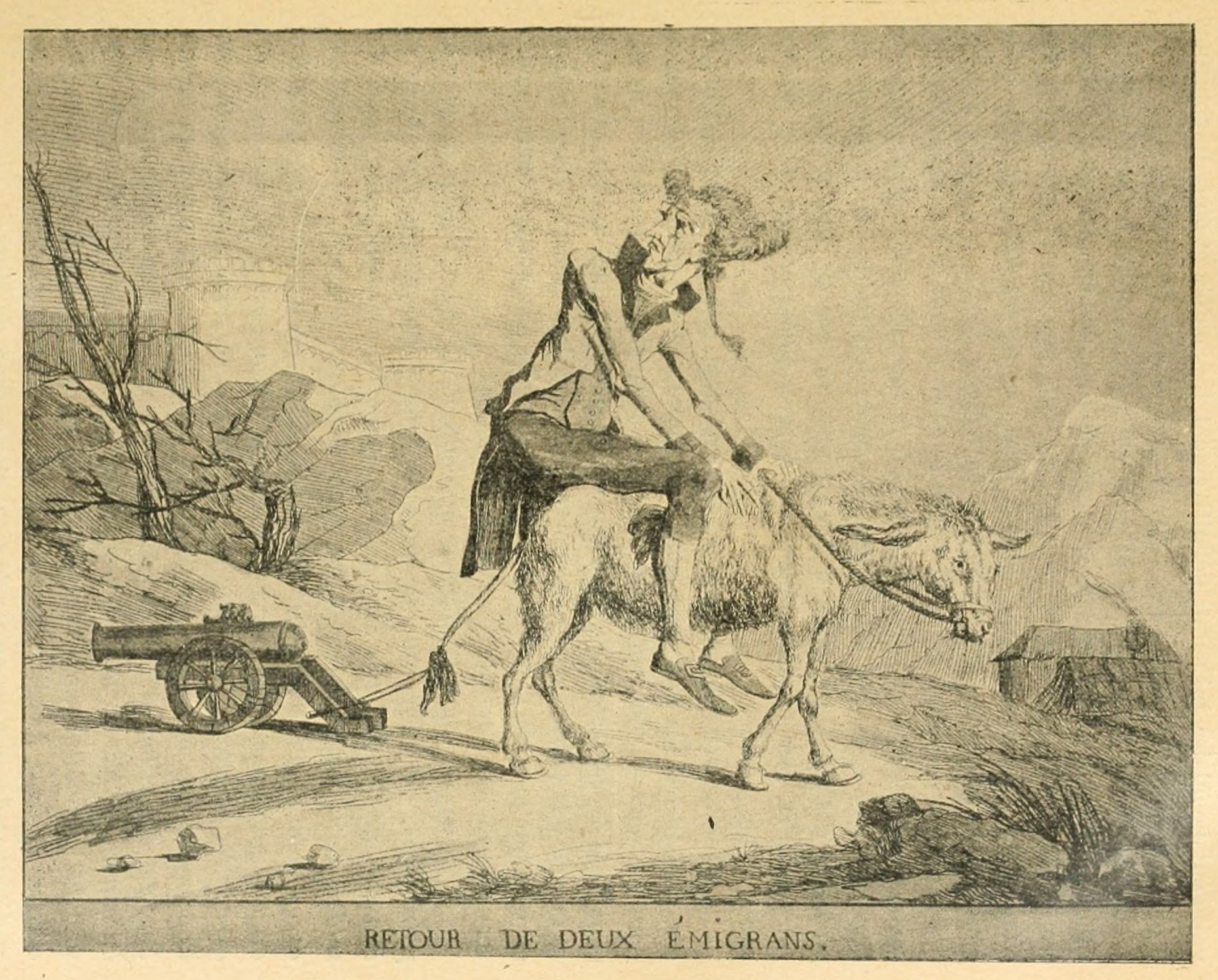
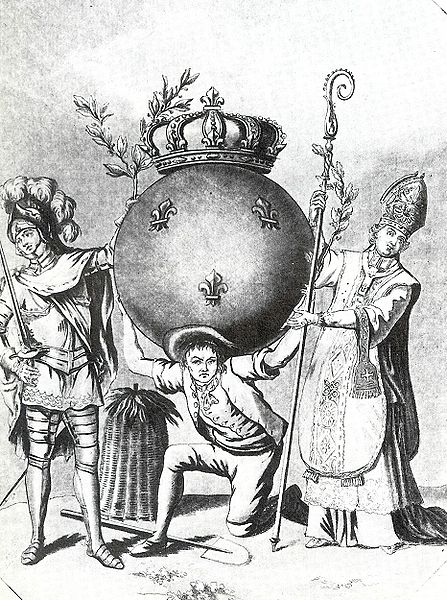
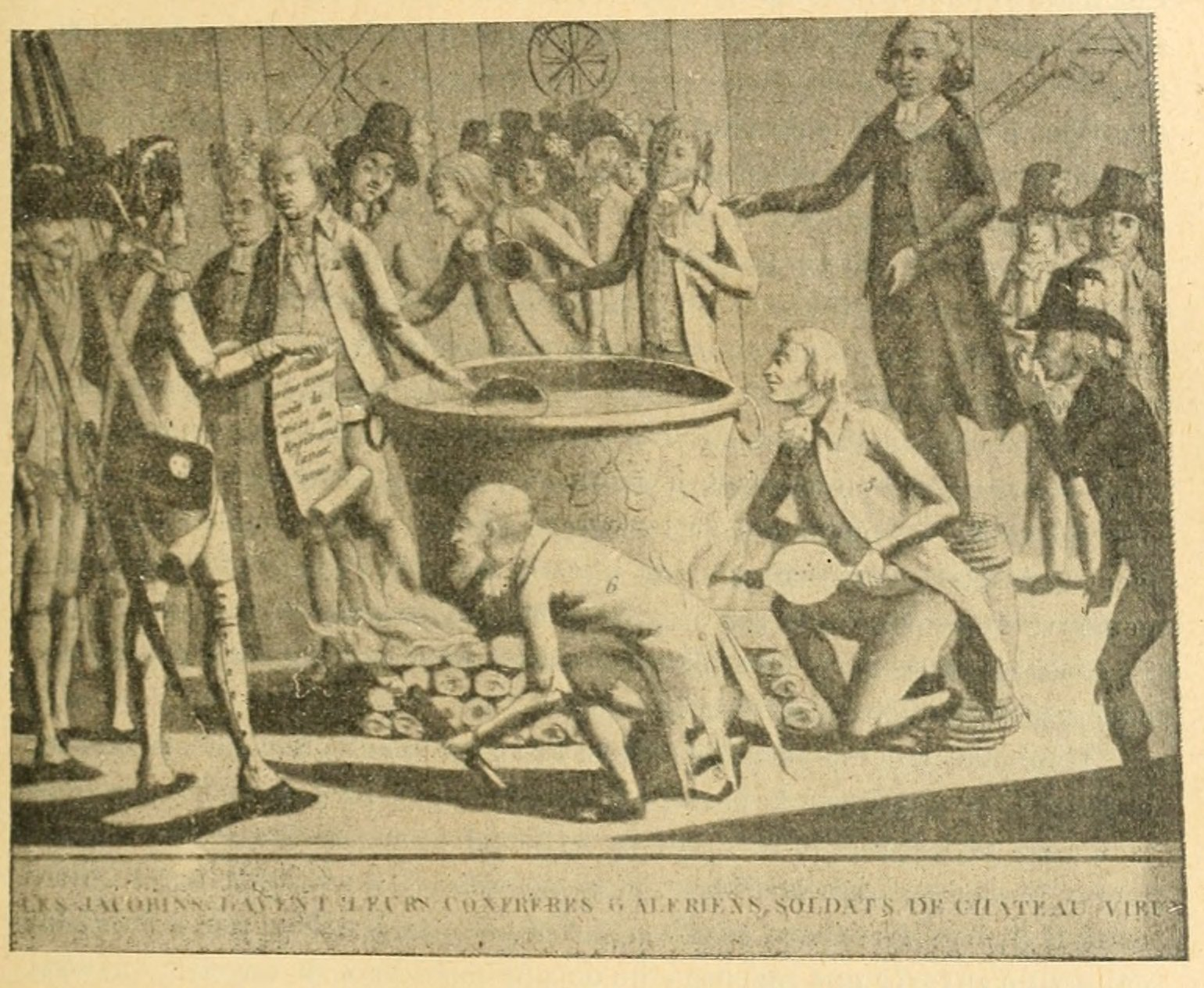
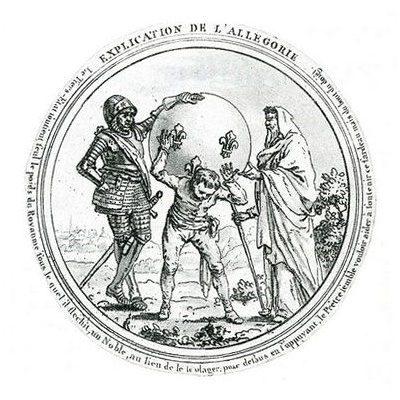
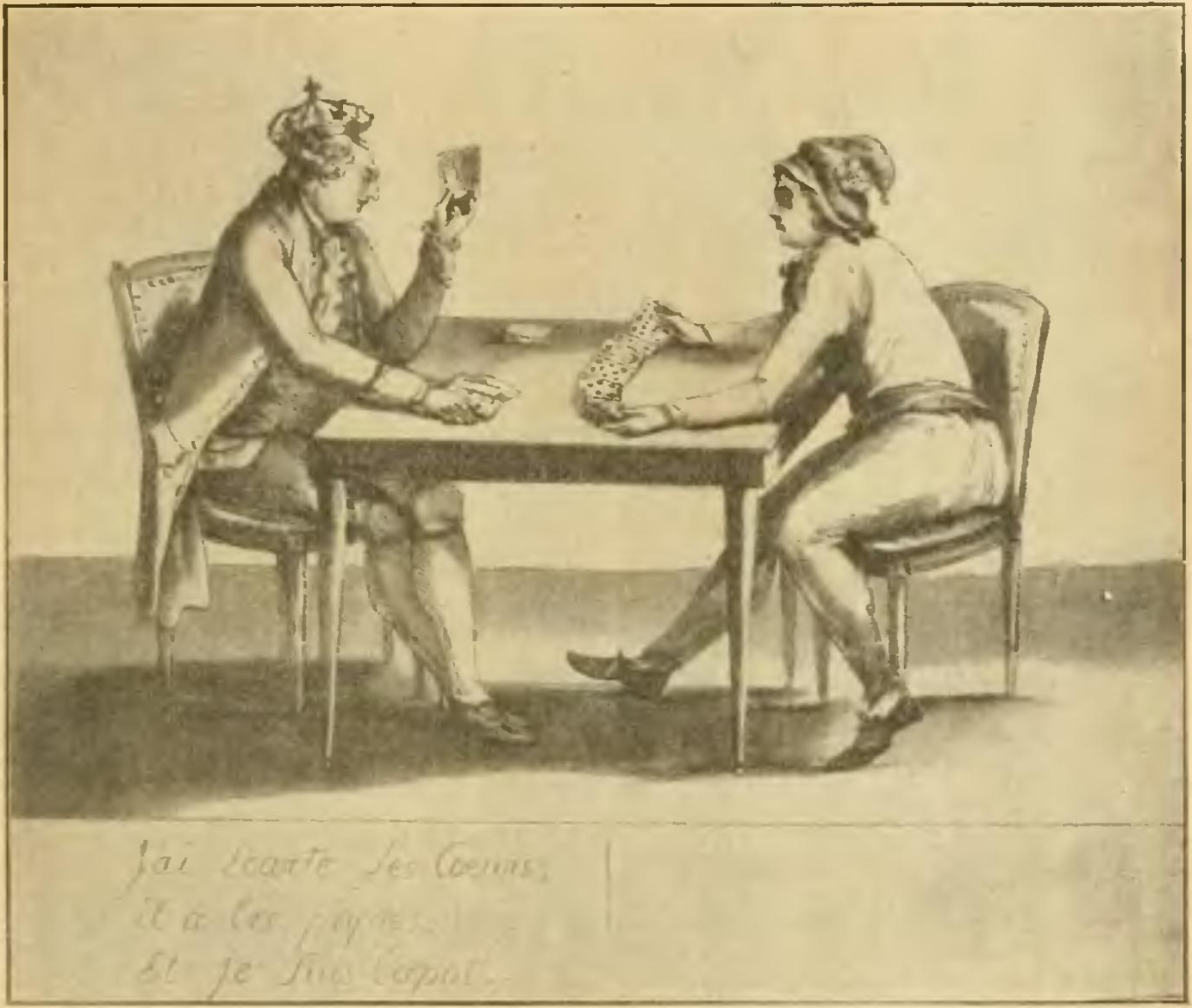
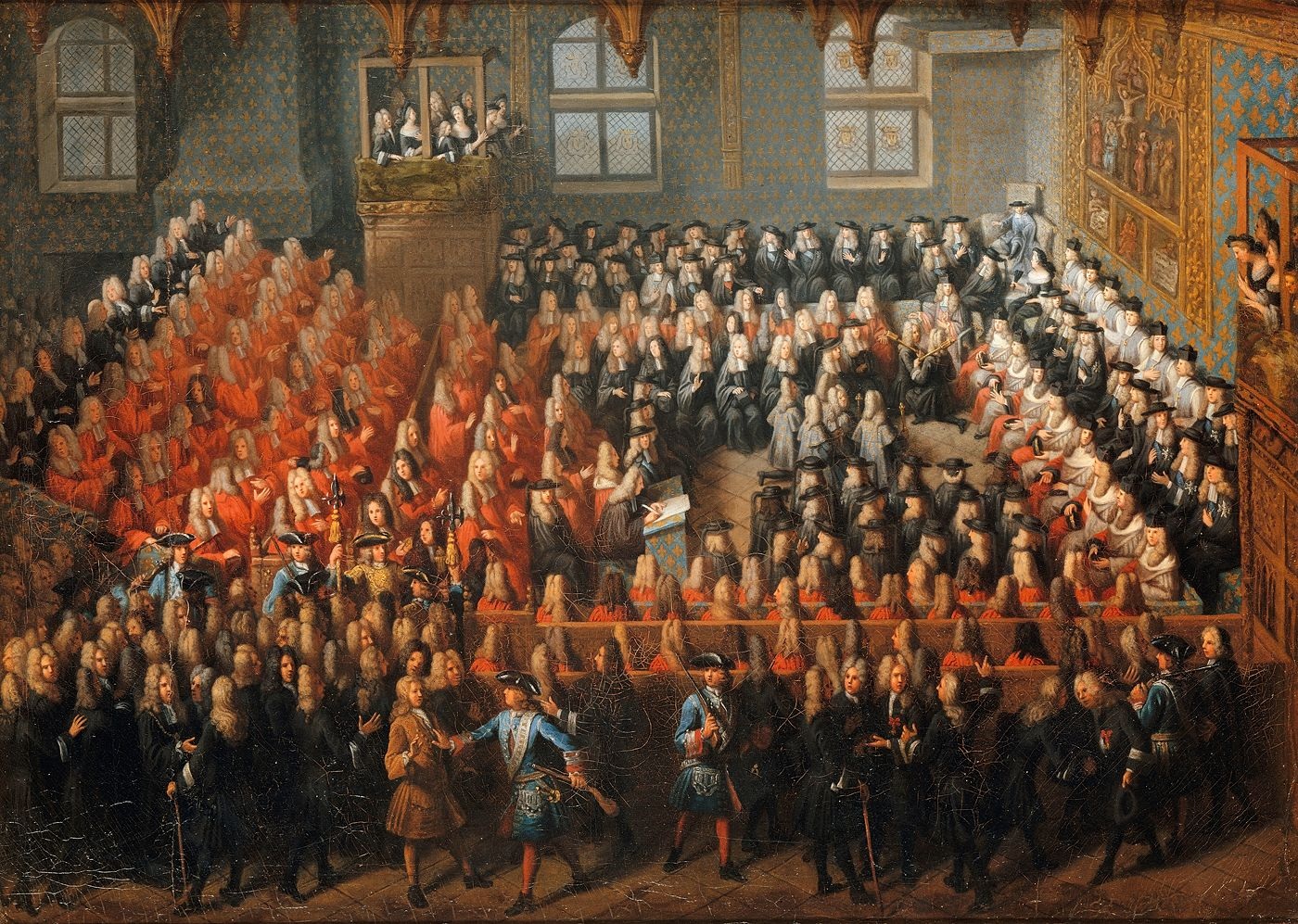
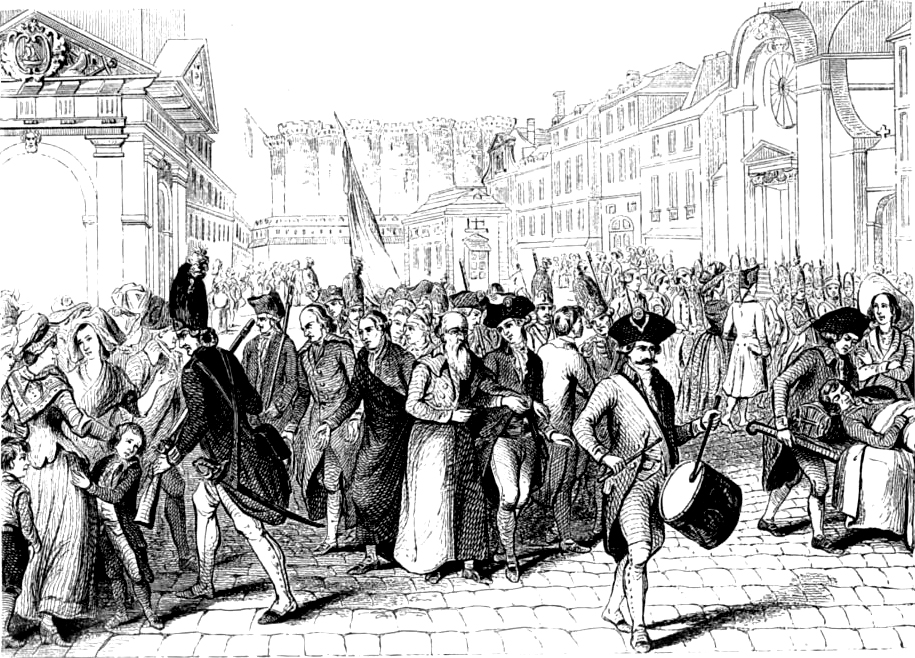
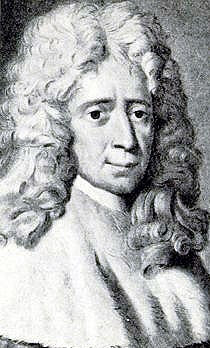
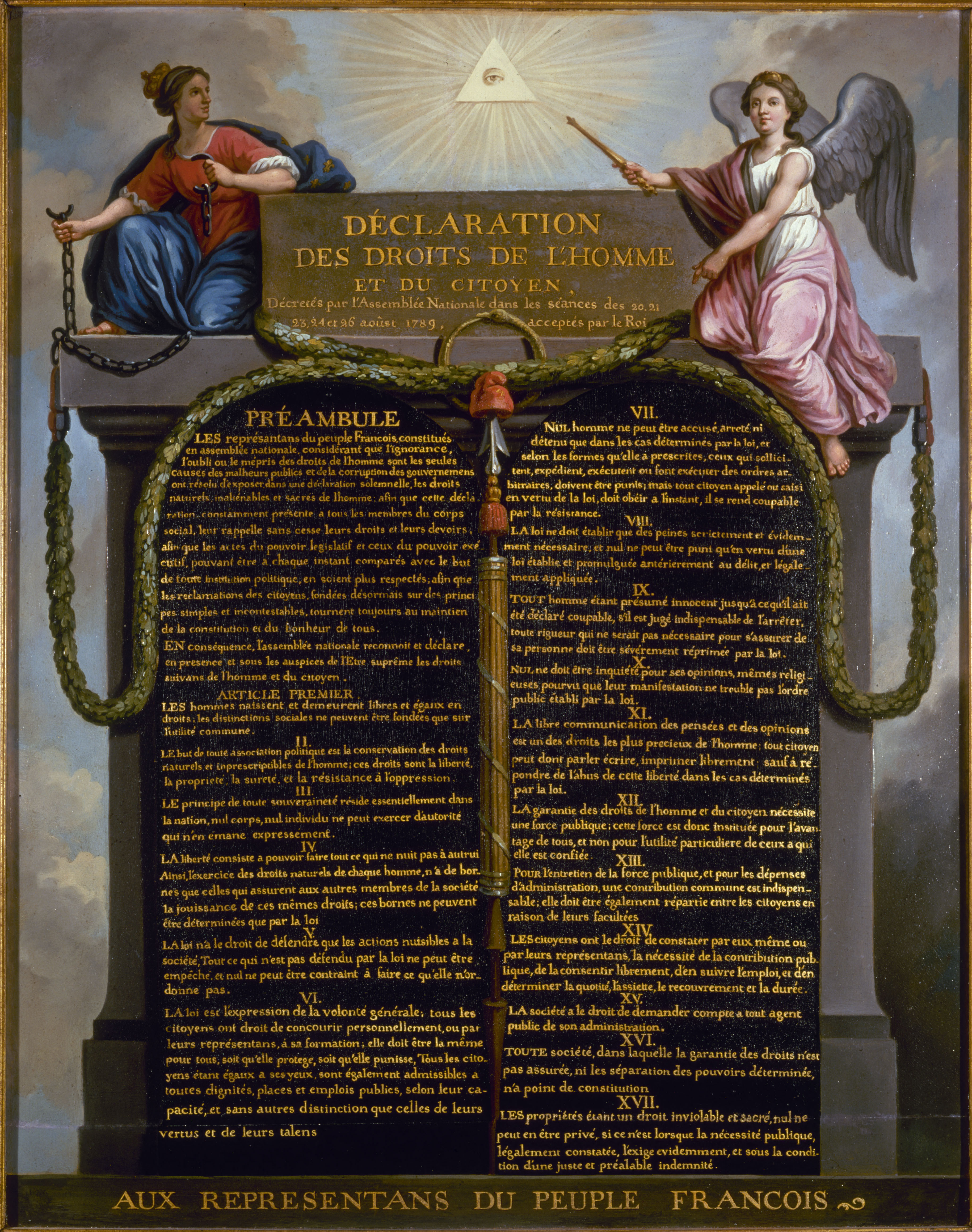
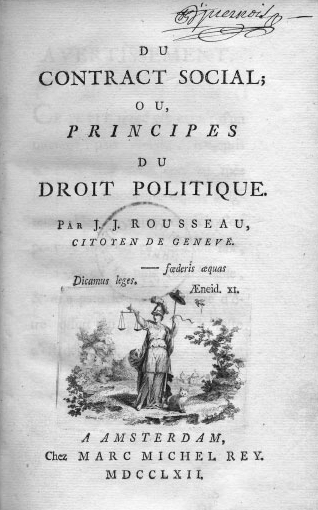
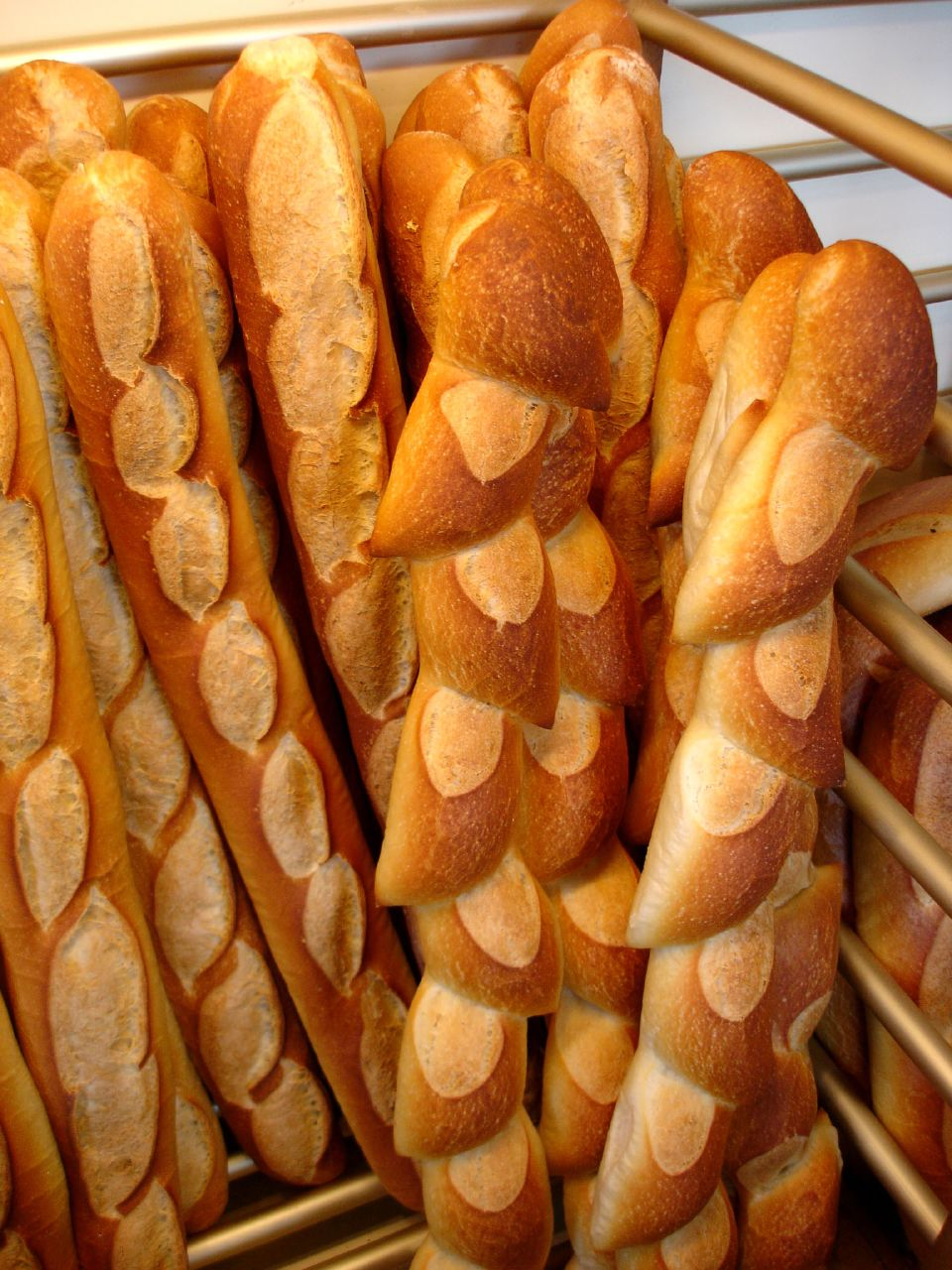

## وصلات خارجية
- مقالة تحليلية عن البورجوازية العربية تحت عنوان:«مصطلح» البرجوازية«وإسقاطه على الطّبقات الغنية في المجتمعات العربية»
- ربيع الشعوب - الثورة الفرنسية (جزيرة وثائقية) على يوتيوب